# Jordão
Jordão är en kommun i Brasilien.   Den ligger i delstaten Acre, i den västra delen av landet, 2 700 km väster om huvudstaden Brasília. Antalet invånare är 6 531.
I omgivningarna runt Jordão växer i huvudsak städsegrön lövskog. Trakten runt Jordão är nära nog obefolkad, med mindre än två invånare per kvadratkilometer.